# Palazzo Riva di Bioggio
Il Palazzo Riva è situato a Bioggio sulla destra del torrente Riana.
È posto tra i beni culturale di importanza regionale dalla Confederazione Svizzera.
Venne costruito verso la fine del XVII secolo per volere del conte Giovan Battista Riva (1646-1729) come sede di campagna. È stato poi sapientemente restaurato.
L'edificio è di forma rettangolare e si conclude sul lato meridionale con un corpo a torre coronato da una loggia e solaio, illuminato da coppie di arcate di ordine toscano, sopra la facciata che dà sulla strada. Sul lato orientale, invece, vi è un portico con doppio loggiato.
Oggi le facciate sono prive delle decorazioni pittoriche che decoravano le finestre e anche la cappella interna è scomparsa, ma al piano nobile si conserva ancora un salone con soffitto di legno a cassettoni e motivi barocchi.
Attualmente un muretto circonda il piccolo giardino antistante il lato orientale della casa, ma in passato vi era un muro molto più alto e un cancello che dava sulla strada, come visibile da una fotografia pubblicata nel 1998.

## Galleria d'immagini

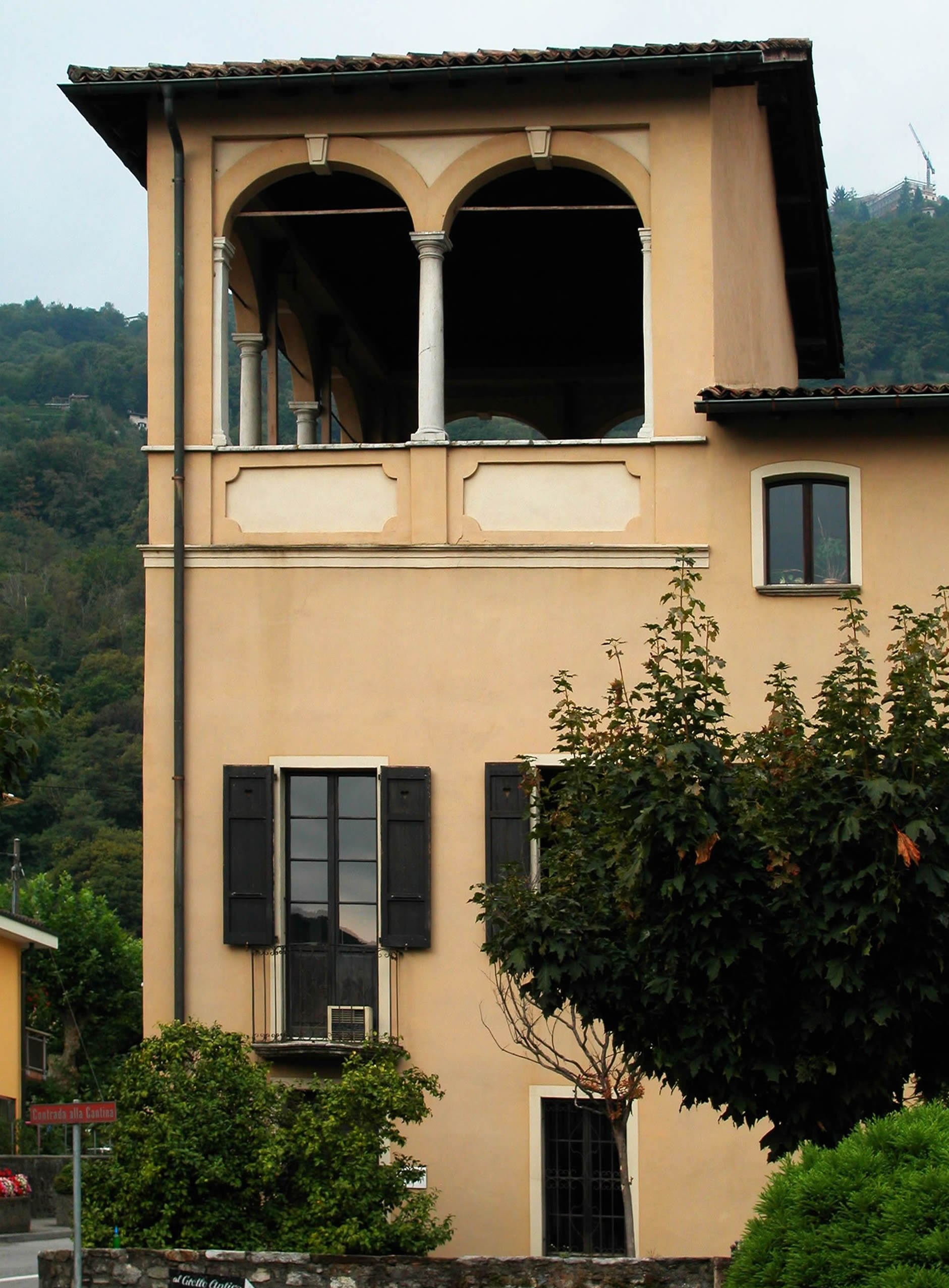
Casa Riva  - Loggiato meridionale
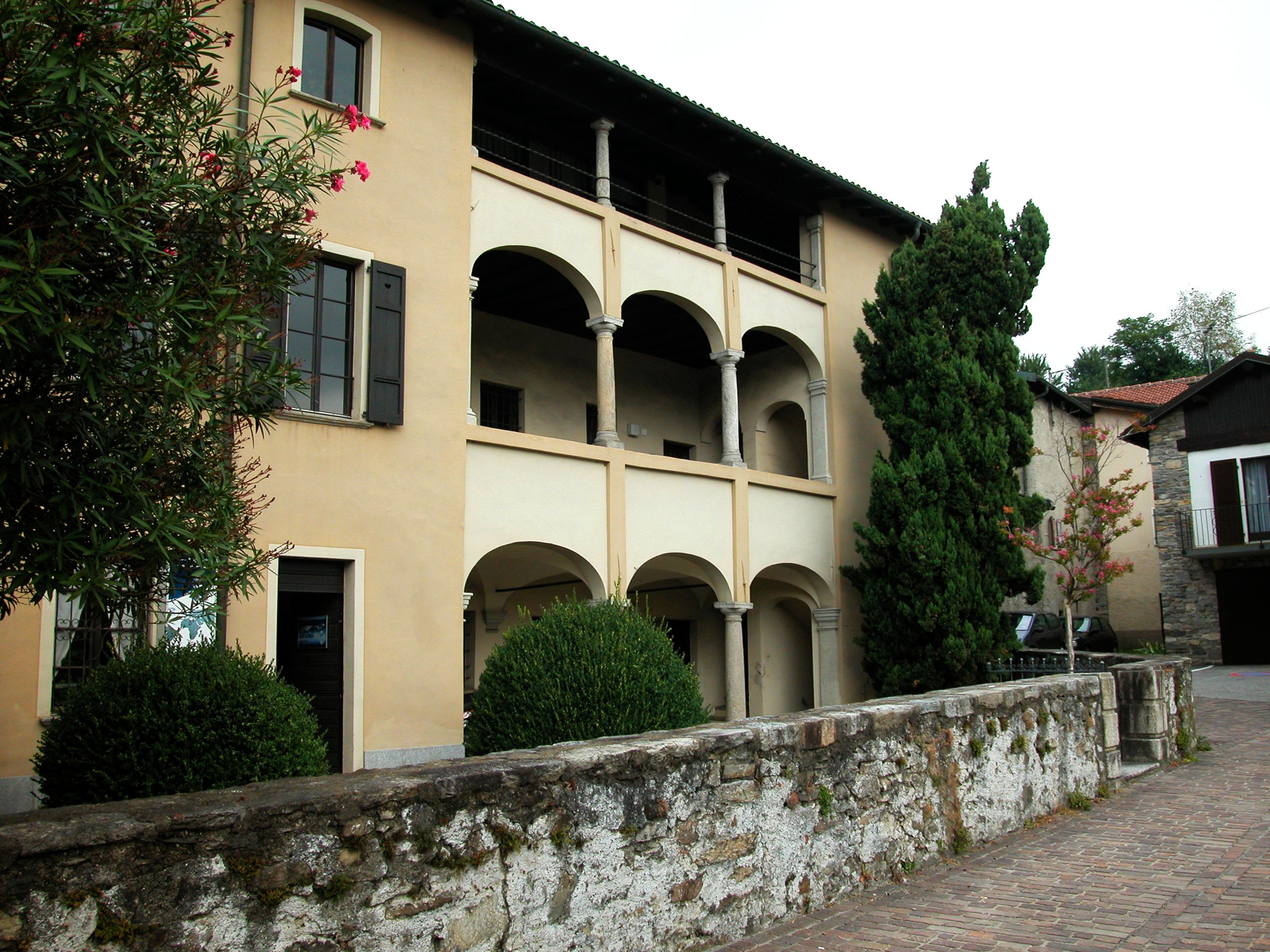
Casa Riva  - Vista dal lato orientale con loggiato
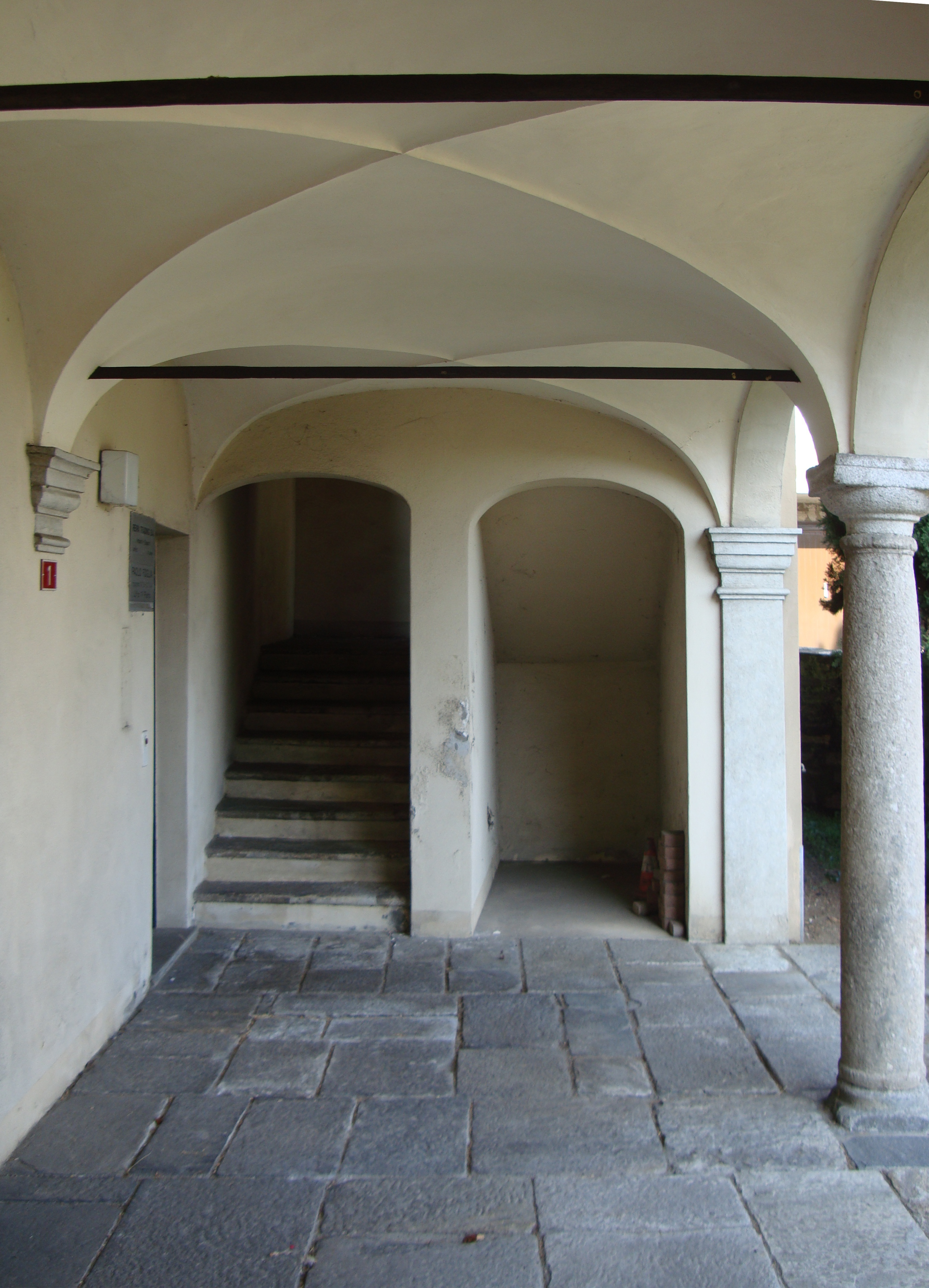
Casa Riva - Entrata del loggiato orientale
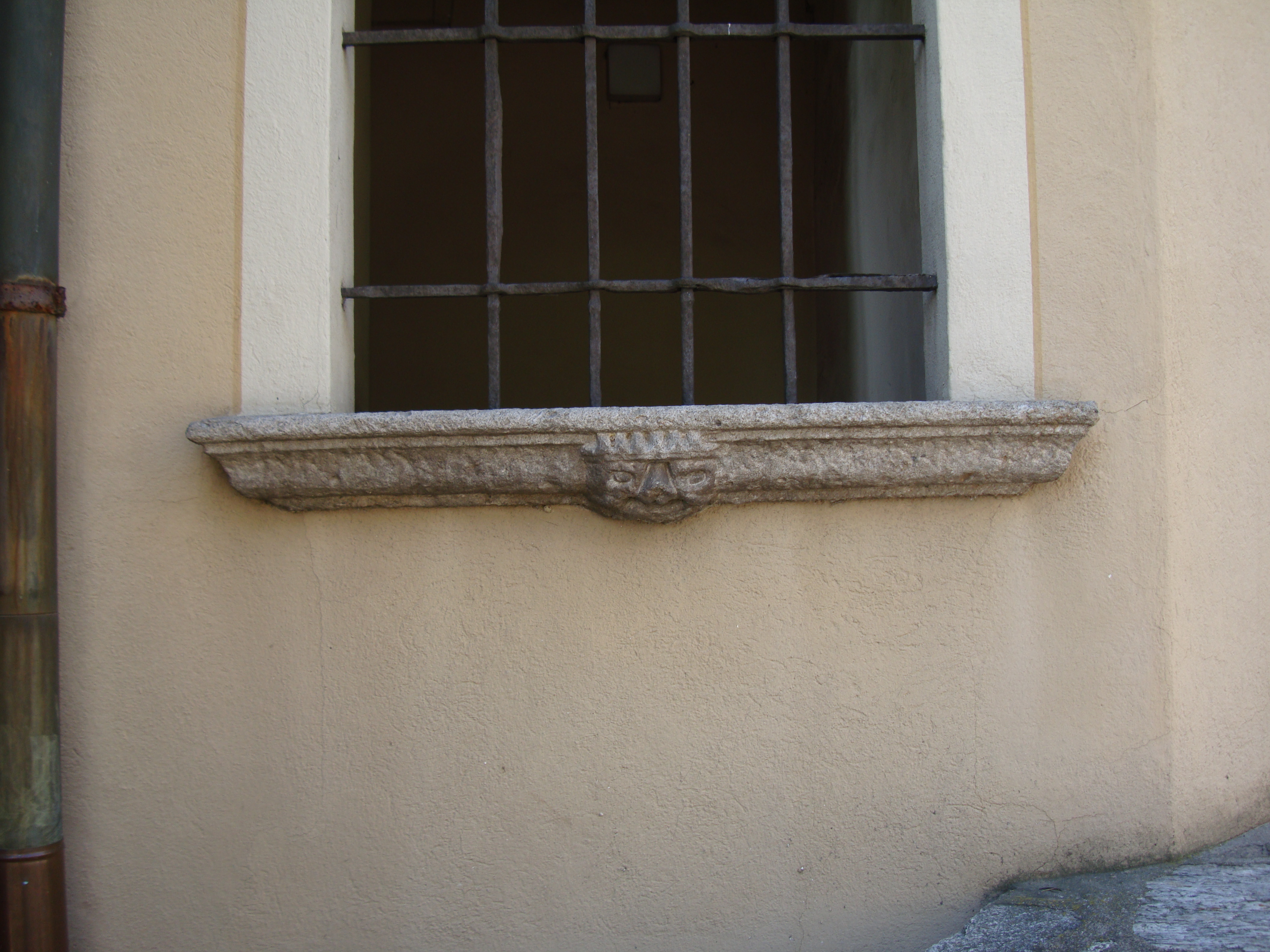
Casa Riva - Particolare di finestra